# Nautafaja (Òlt i Garona)
Nautafaja la Tor (en francès Hautefage-la-Tour) és un municipi francès situat al departament d'Òlt i Garona i a la regió de la Nova Aquitània.

## Demografia
| 1962                                       | 1968 | 1975 | 1982 | 1990 | 1999 | 2007 |
| ------------------------------------------ | ---- | ---- | ---- | ---- | ---- | ---- |
| 491                                        | 507  | 465  | 520  | 528  | 655  | 768  |
| Des de 1962: població sense dobles comptes |      |      |      |      |      |      |

## Administració
| Període | Identitat  | Partit |
| ------- | ---------- | ------ |
| 1989-   | Guy Victor | PCF    |

## Personatges il·lustres
- Marcèu Esquieu, escriptor i rondallaire occità